# Nana Falemi
Falemi Nana N'Gassam (n. 5 mai 1974, București, România) este un fotbalist român cu origini cameruneze retras din activitate. Deși s-a născut în România, el a jucat pentru echipa națională de fotbal a Camerunului, cele mai importante meciuri fiind cele din Cupa Confederațiilor 2003.
Născut în București din tată camerunez și mamă româncă.

## Titluri
- Steaua București
  - Divizia A (2): 2000-01, 2004-05
  - Supercupa României (1): 2000-01
- Camerun
  - Cupa Confederațiilor FIFA Finalist: 2003